# Grievous Angel
Grievous Angel är ett countryrockalbum av Gram Parsons. Skivan spelades in 1973 men gavs ut 1974, efter Parsons död. Medverkade gjorde bland andra James Burton, Glen D. Hardin och Emmylou Harris.

## Låtlista
1. "Return of the Grievous Angel" (Gram Parsons, Thomas Brown) - 4:19
2. "Hearts on Fire" (Walter Egan, Tom Guidera) - 3:50
3. "I Can't Dance" (Tom T. Hall) - 2:20
4. "Brass Buttons" (Gram Parsons) - 3:27
5. "$1000 Wedding" (Gram Parsons) - 5:00
6. "Medley Live from Northern Quebec:" 
a) "Cash on the Barrelhead" (Charlie Louvin, Ira Louvin) - 2:12 
b) "Hickory Wind" (Gram Parsons, Bob Buchanan) - 4:15
7. "Love Hurts" (Boudleaux Bryant, Felice Bryant) - 3:40
8. "Ooh Las Vegas" (Gram Parsons, Rik Grech) - 3:29
9. "In My Hour of Darkness" (Gram Parsons, Emmylou Harris) - 3:42